# هابارد (اورگن)
هابارد (به انگلیسی: Hubbard) شهری در شهرستان ماریون ایالت اورگن است و در سرشماری سال ۲۰۱۱ میلادی، ۳٬۱۷۳ نفر جمعیت داشته که نسبت به سال ۲۰۱۰، ۰٫۲۲ درصد رشد جمعیت داشته‌است.

## موقعیت جغرافیایی
موقعیت جغرافیایی شهرها و مناطق اطراف به شرح زیر است: